# Choiras Charalambos
Choiras Charalambos (gr. Χοίρας Χαράλαμπος; ur. 25 września 2002) – cypryjski zapaśnik walczący w stylu wolnym. Brązowy medalista igrzysk śródziemnomorskich w 2022. Dziesiąty na igrzyskach wspólnoty narodów w 2022 roku.